# Neoscombrops annectens
Neoscombrops annectens és una espècie de peix pertanyent a la família dels acropomàtids.

## Descripció
- Pot arribar a fer 21 cm de llargària màxima.
- 10-11 espines i 9-10 radis tous a l'aleta dorsal i 3 espines i 7 radis tous a l'anal.[5][6]

## Hàbitat
És un peix marí i batidemersal que viu entre 100 i 550 m de fondària i entre les latituds 19°S-36°S i 24°E-38°E.

## Distribució geogràfica
Es troba al sud de Moçambic, Sud-àfrica i el Japó.

## Observacions
És inofensiu per als humans i es comercialitza fresc o en forma de farina de peix.